# Nadav Guedj
Nadav Guedj (in ebraico נדב גדג'‎?; Parigi, 2 novembre 1998) è un cantante francese naturalizzato israeliano.

## Biografia
Guedj è nato a Parigi, da Serge, un artista grafico, e Inbar, ebrei originari dell'Algeria; è secondo di quattro figli. Nel 2001, all'età di tre anni, la sua famiglia si è trasferita in Israele, stabilendosi a Neve Yamin. Nel 2011, i suoi genitori hanno divorziato.

## Carriera
Ha vinto la seconda stagione del concorso canoro HaKokhav HaBa nel 2015. 
Durante il programma Guedj ha cantato "Halo" di Beyoncé e "Mirrors" di Justin Timberlake.
Ha partecipato come rappresentante dell'Israele all'Eurovision Song Contest 2015 con la canzone Golden Boy. Nella finale della manifestazione, svoltasi a Vienna, si è classificato al nono posto.

### Post-Eurovision 2015: primo album in studio
Dopo il concorso, Guedij ha avuto successo con un video "Summer Together", che è stato l'inno ufficiale della "Coca-Cola Summer Love 2015" in Israele . Il 19 agosto, Guedj ha pubblicato un nuovo singolo, "Good Vibes".